# Free Willy 3: The Rescue
Free Willy 3: The Rescue is een Amerikaanse familiefilm uit 1997 van Sam Pillsbury. Jason James Richter kruipt voor de derde en laatste keer in de rol van Jesse. De film is de opvolger van de in 1995 verschenen film, The Adventure Home.

## Verhaal
Jesse, die ondertussen 17 jaar is, werkt tijdens de vakantie samen met Randolph op een boot waar onderzoek wordt gedaan naar orka’s. Hij ontmoet Max, de zoon van een visser. Het wordt al snel duidelijk wat er gaande is. Willy en zijn familie raken opnieuw in gevaar.

## Rolverdeling
| Acteur              | Personage |
| ------------------- | --------- |
| Jason James Richter | Jesse     |
| Vincent Berry       | Max       |
| August Schellenberg | Randolph  |
| Annie Corley        | Drew      |
| Patrick Kilpatrick  | Patrick   |
| Tasha Simms         | Mary      |
| Stephen E. Miller   | Dineen    |
| Ian Tracey          | Kron      |

## Trivia
- Voor de derde film werd eveneens een robot gebruikt om Willy te spelen. Enkel in de eerste film werd Willy vertolkt door de orka Keiko.